# 直江津站
37°10′16″N 138°14′35″E / 37.171021°N 138.243113°E
直江津站（日语：／ Naoetsu eki */?）位於日本新潟縣上越市東町，是越後心動鐵道（朱鷺鐵）及東日本旅客鐵道（JR東日本）轄下的鐵路車站。2015年3月14日前為JR東日本及JR西日本的公司分界站。

## 概要
直江津站位於上越市靠海側，是直江津地區（舊直江津市）的交通中心，過住是JR東日本與JR西日本的分界車站。2015年3月14日隨北陸新幹線開通，JR東日本與JR西日本分別將位於新潟縣內的部份信越本線及全部北陸本線路段放棄經營，交由越後心動鐵道營運，自此JR西日本退出本站，改成為了JR東日本與朱鷺鐵的分界車站。改動後，因朱鷺鐵擁有兩線的營運，因此同時取得了車站的管理權，JR東日本改為只擁有使用權。原北陸本線下行（日本海翡翠線）與原信越本線上行（妙高躍馬線）的站內號誌機成為JR東日本與朱鷺鐵的實際分界處。現時朱鷺鐵以站房所在地為公司的註冊地點。
過往特急列車包括「白鷹」、「北越」全部停靠，北陸新幹線開通後上述列車全遭取消。然而卻新加設了每日5來往新潟站～新井站（或上越妙高站）間的特急「白雪」，以及3班單向由信越本線駛入妙高躍馬線內。司機與車長亦與此辦理交接，另外也加開了1.5來回直通北北線的超快速列車「雪兔」，全段均由北越急行的駕駛員駕駛。
過往JR東日本新潟支社於此設立直江津運輸區與相關設施，且站內分布許多線路，故多數普通列車以此作為起終點或作為列車留置地。
朱鷺鐵為紀念公司成立六週年，為本站設計了1名虛構站員「凪音零」。

### 服務路線

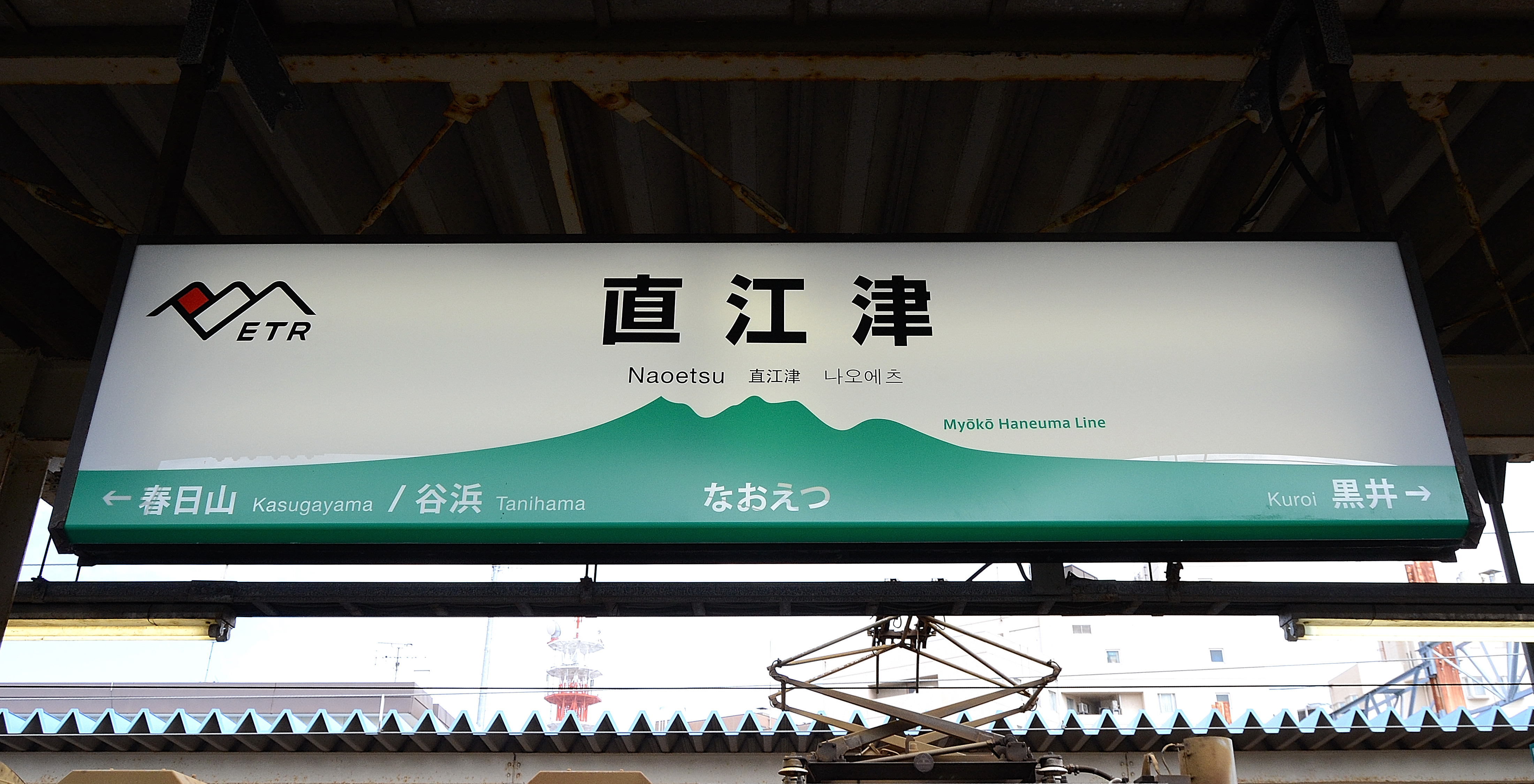
妙高躍馬線款式的站名標記

## 車站結構
車站和自由通路的設計是以客船「飛鳥」（飛鳥）為主題。除此之外，亦設有自動售票機2台、指定席券售票機2台、商店（NEWDAYSmini）、候車室、投幣式置物箱與廁所等。
此站設有綠窗口（營業時間 5：30－22：30），亦有配置職員。2017年4月起於部份閘機加設對應Suica及其他IC卡的感應器。
以往JR西日本有列車停靠於此，不過車站只有北側出入口掛有JR東日本的形象標誌。售票機對鄰近區域車站的車票亦未區別JR東日本或是JR西日本。以上原因，使得往北陸本線的列車發車時，車掌廣播通常不強調「JR西日本」，而改以「JR線」代替。在2015年3月14日後隨車站管理權交移後，車站外牆亦移除了JR東日本的商標，只剩下標示日文與英文站名。

### JR管理時代
由1987年4月至2015年3月13日，為JR東日本新潟支社管理的直營站。
1

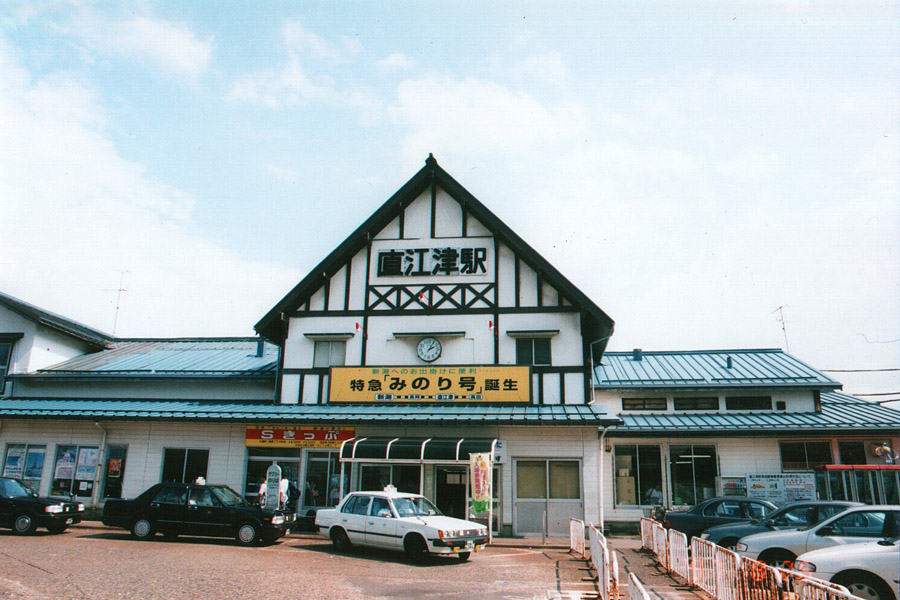
改建前（1997年7月）
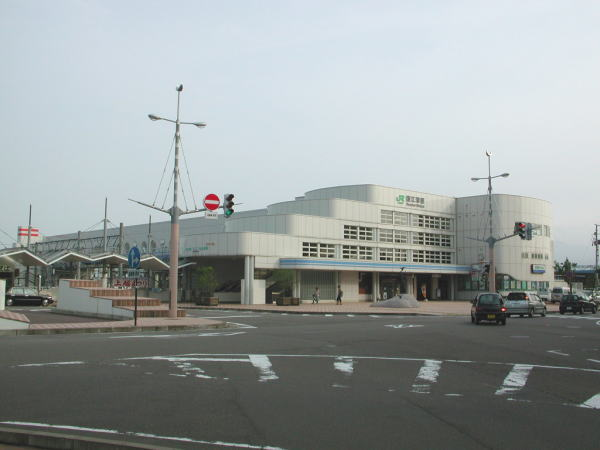
帶有JR標記時的北口（2004年7月）
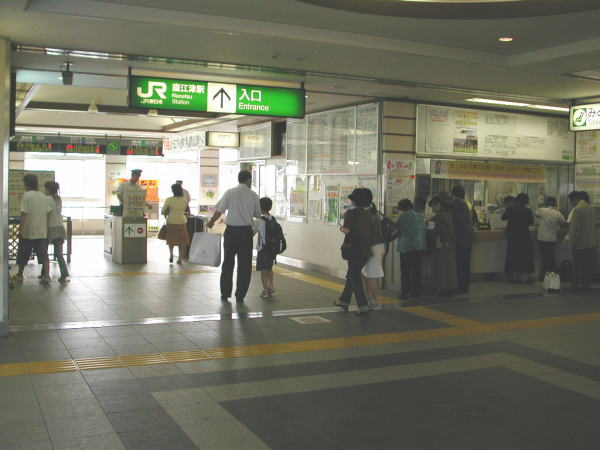
大堂（2004年7月）
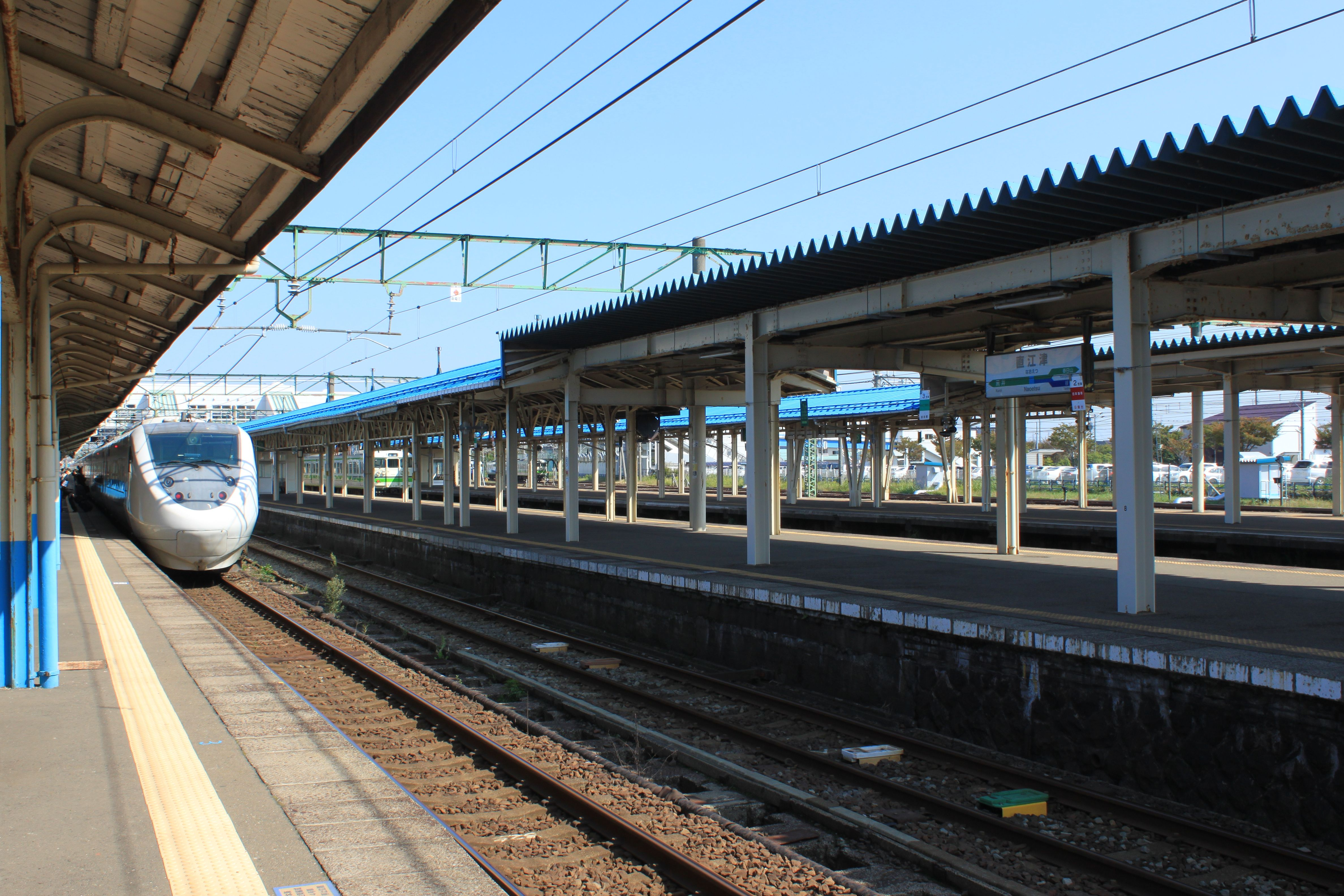
月台（2011年10月）
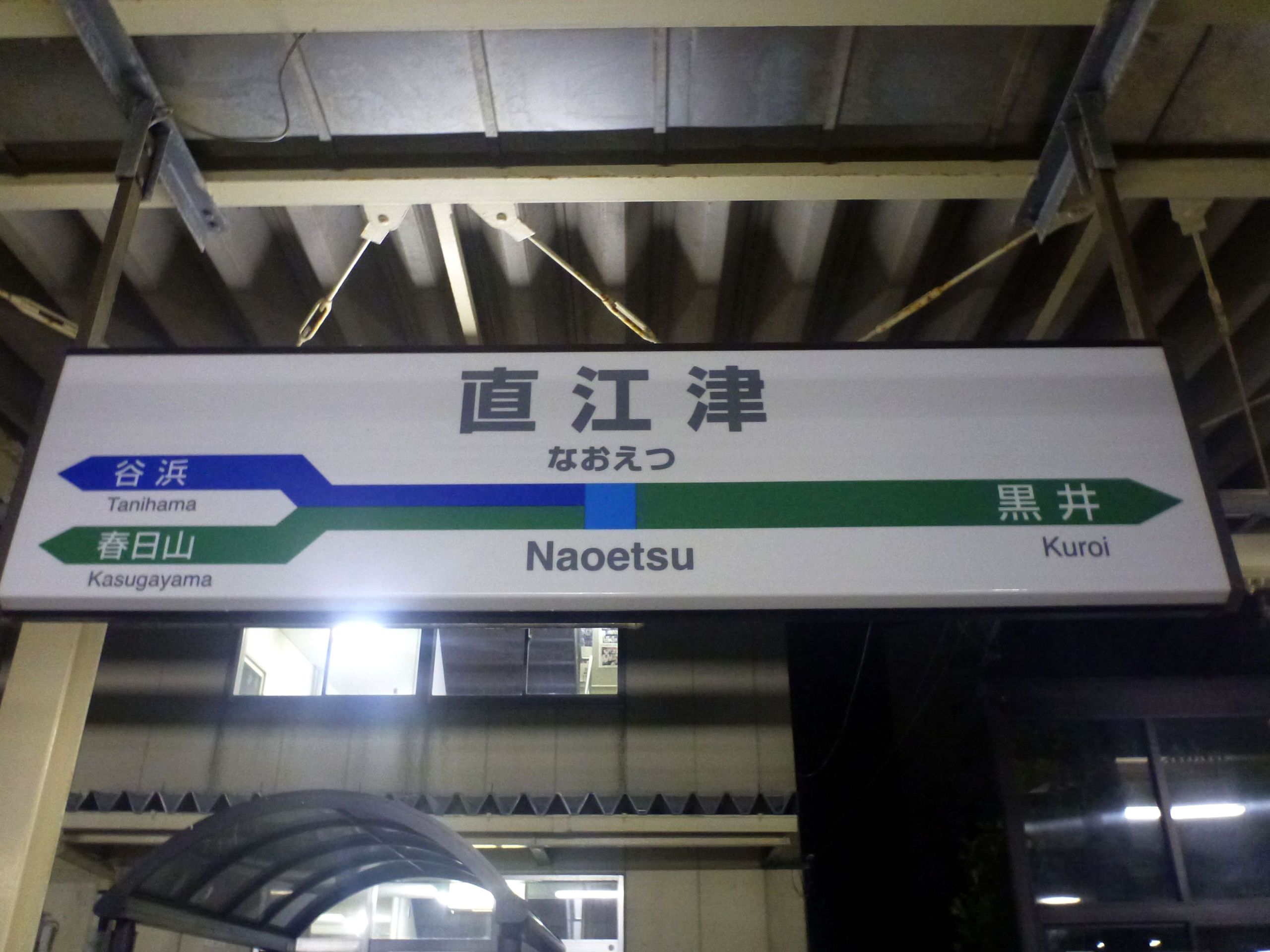
作為JR東・JR西之境界時的站名標記（2013年10月）

### 月台配置
擁有島式月台3個，共提供3面6線。
| 月台  | 路線          | 目的地                                 |
| ----- | ------------- | -------------------------------------- |
| 1     | ■日本海翡翠線 | 糸魚川、泊方向                         |
| 2 - 4 | ■妙高躍馬線   | 上越妙高、新井、二本木站、妙高高原方向 |
| 2 - 4 | ■日本海翡翠線 | 糸魚川、泊方向                         |
| 2 - 4 | ■信越本線     | 長岡、新潟方向                         |
| 5、6  | ■妙高躍馬線   | 上越妙高、新井、二本木、妙高高原方向   |
| 5、6  | ■信越本線     | 長岡、新潟方向                         |
| 5、6  | ■北北線       | 六日町、越後湯澤方向                   |

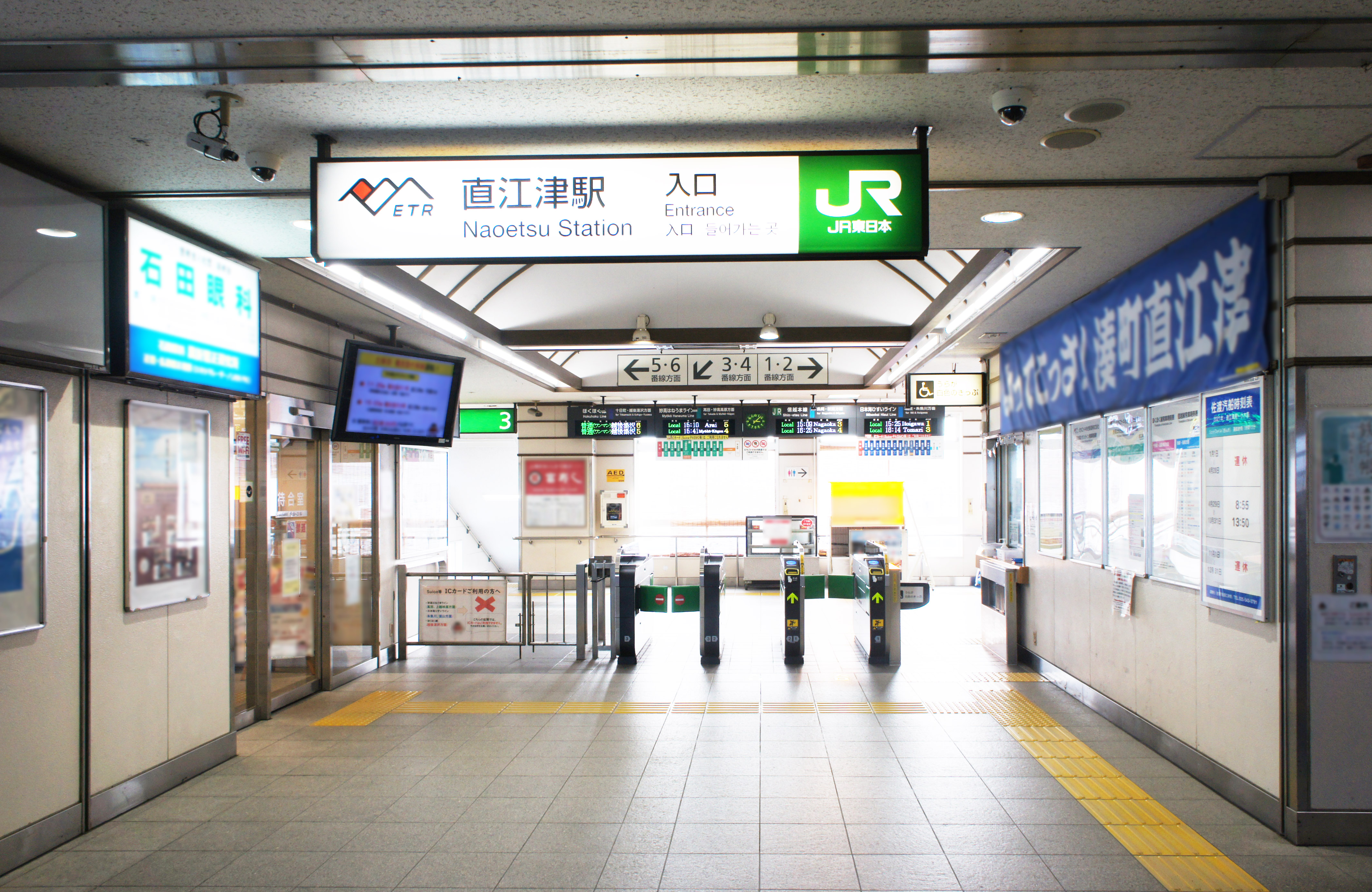
檢票口（2021年8月）
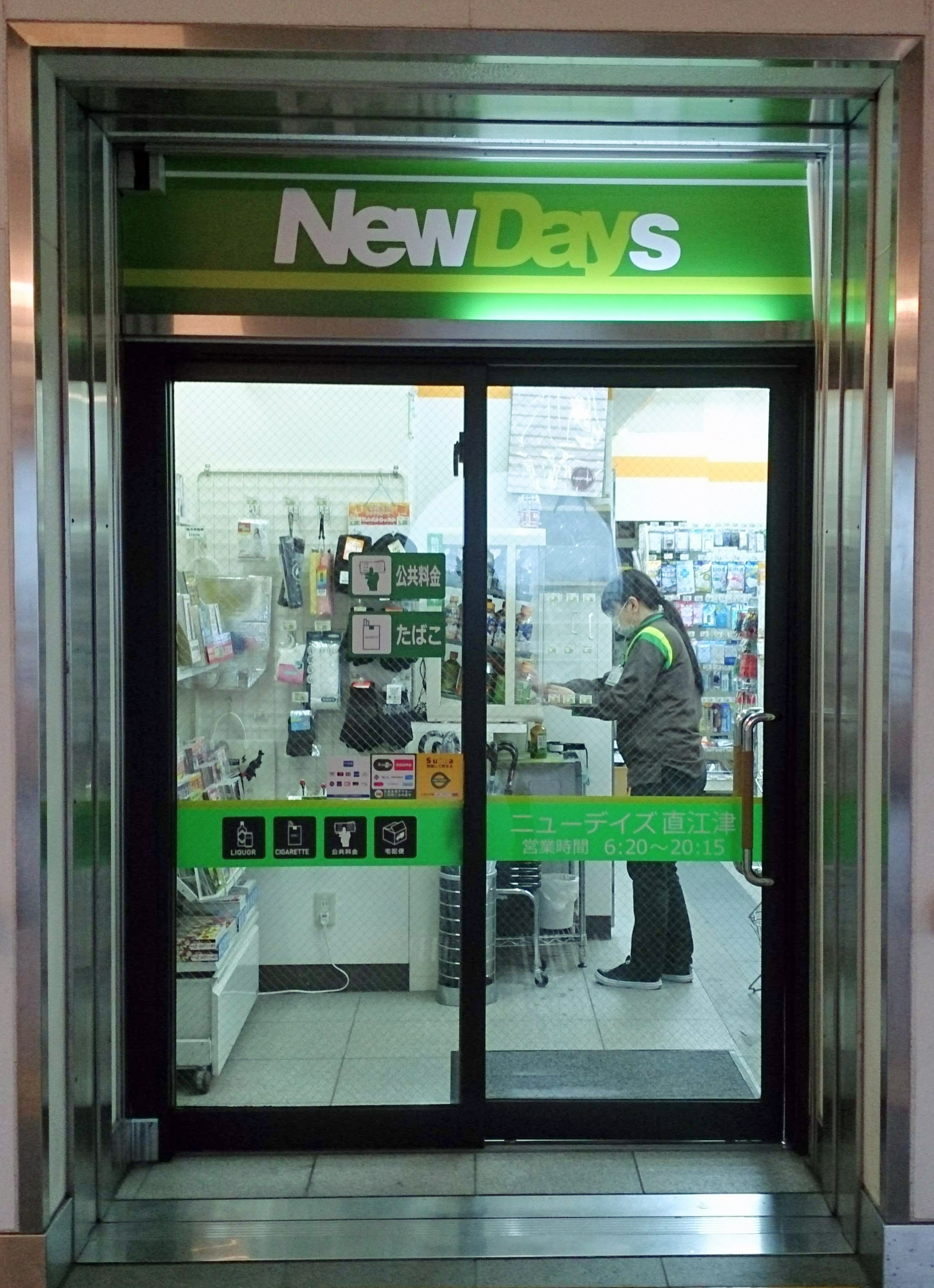
商店「NewDays」
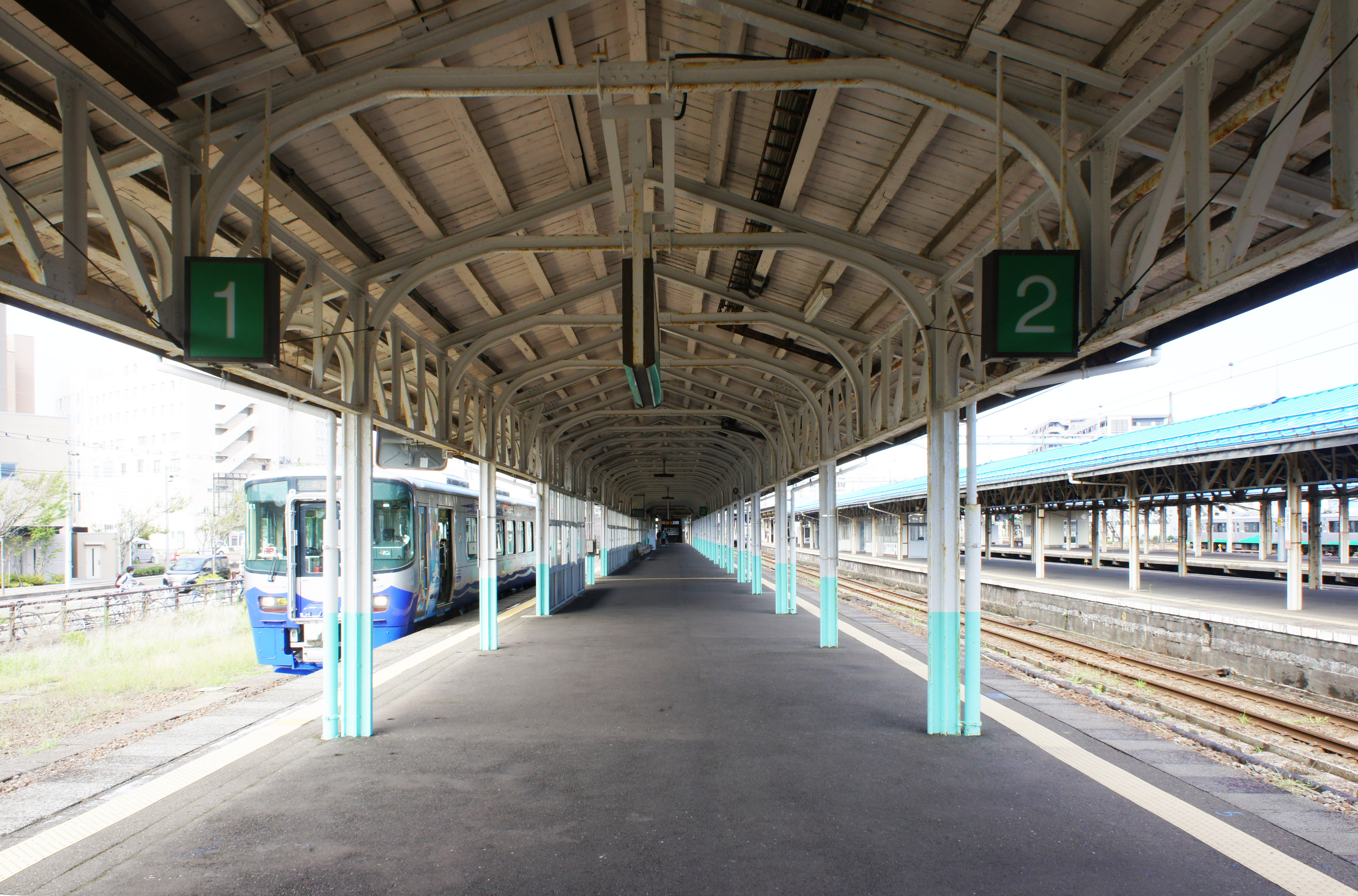
1・2號月台（2021年8月）
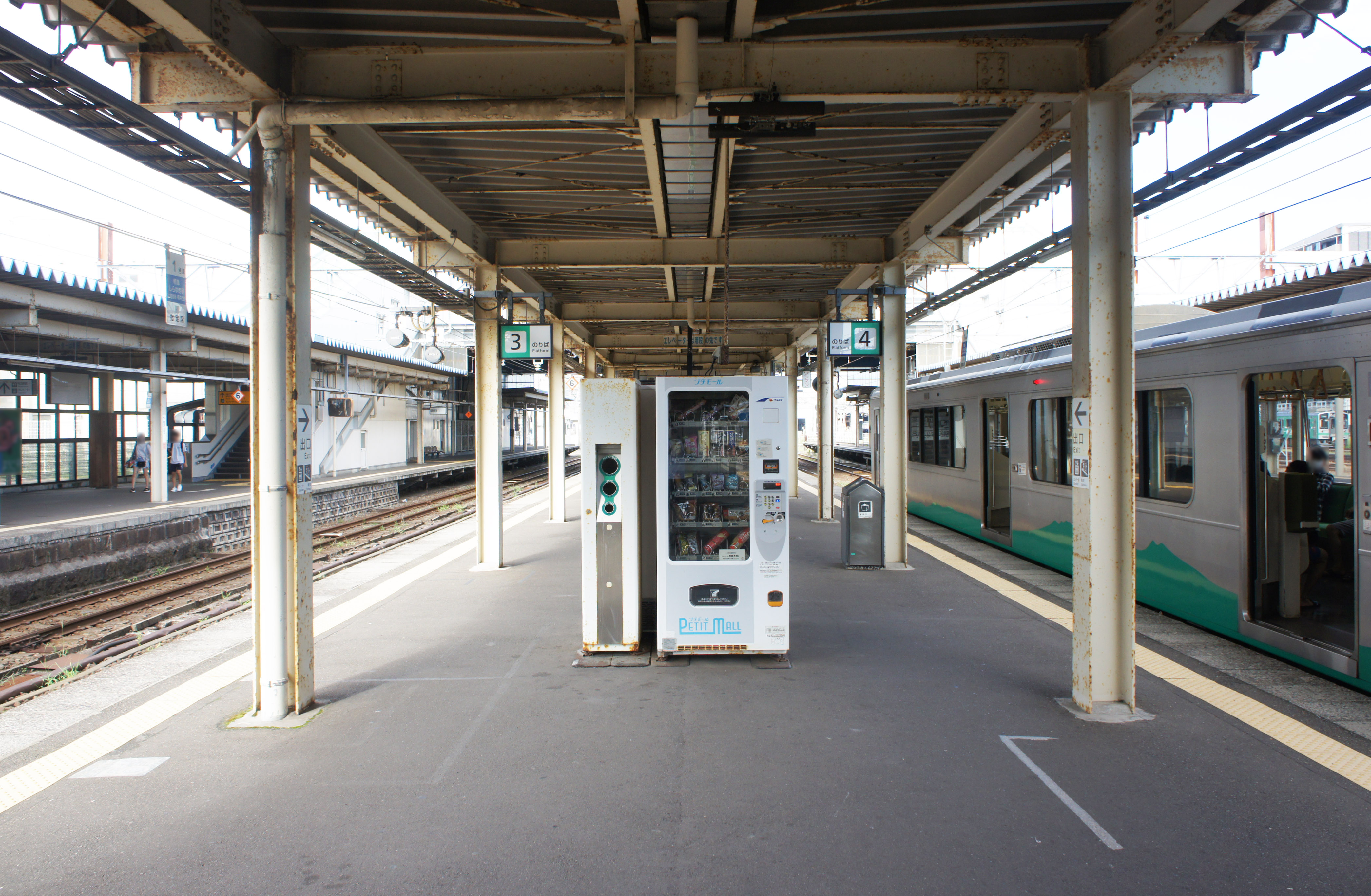
3・4號月台（2021年8月）
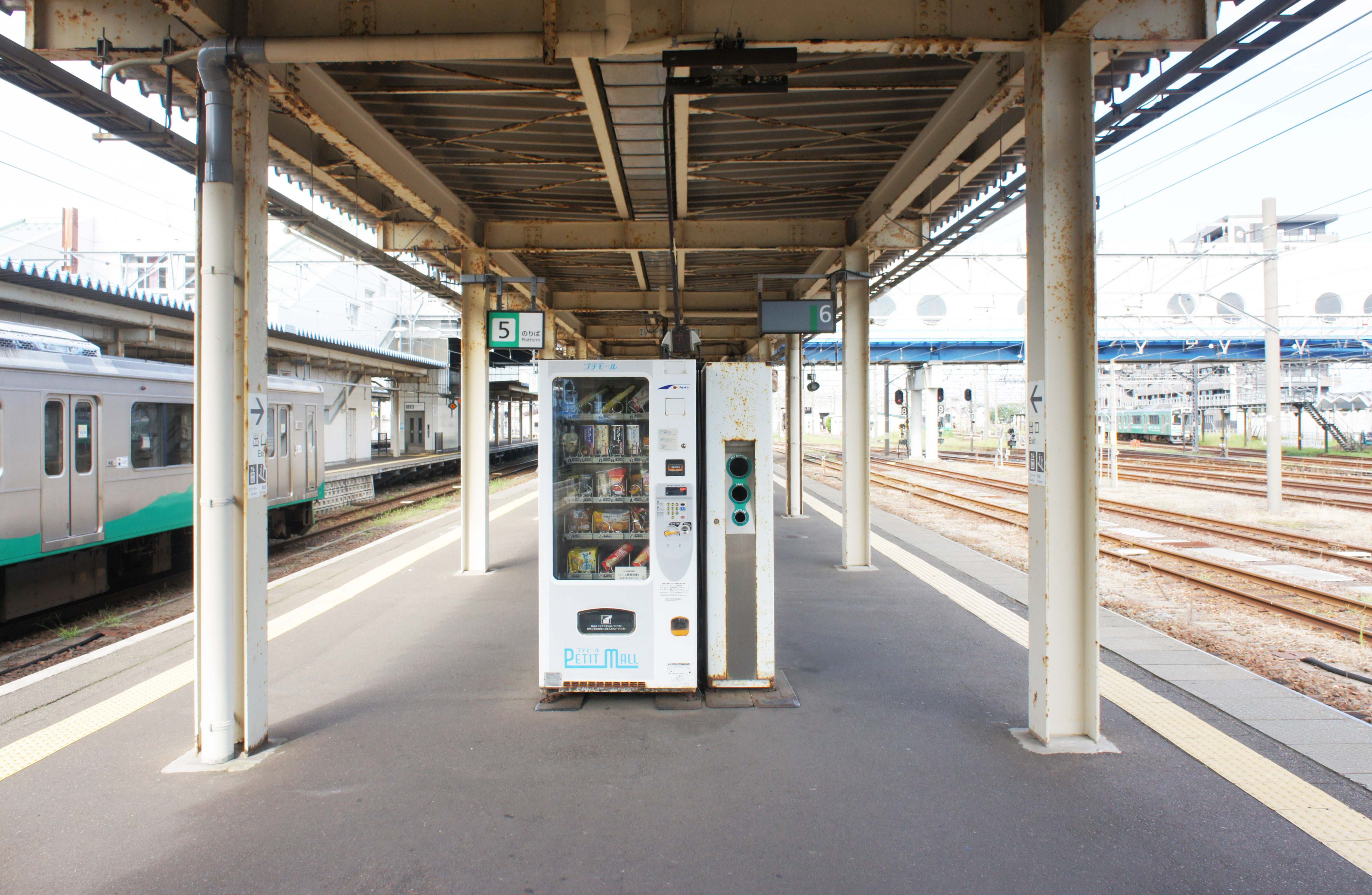
5・6號月台（2021年8月）

#### 月台自修室

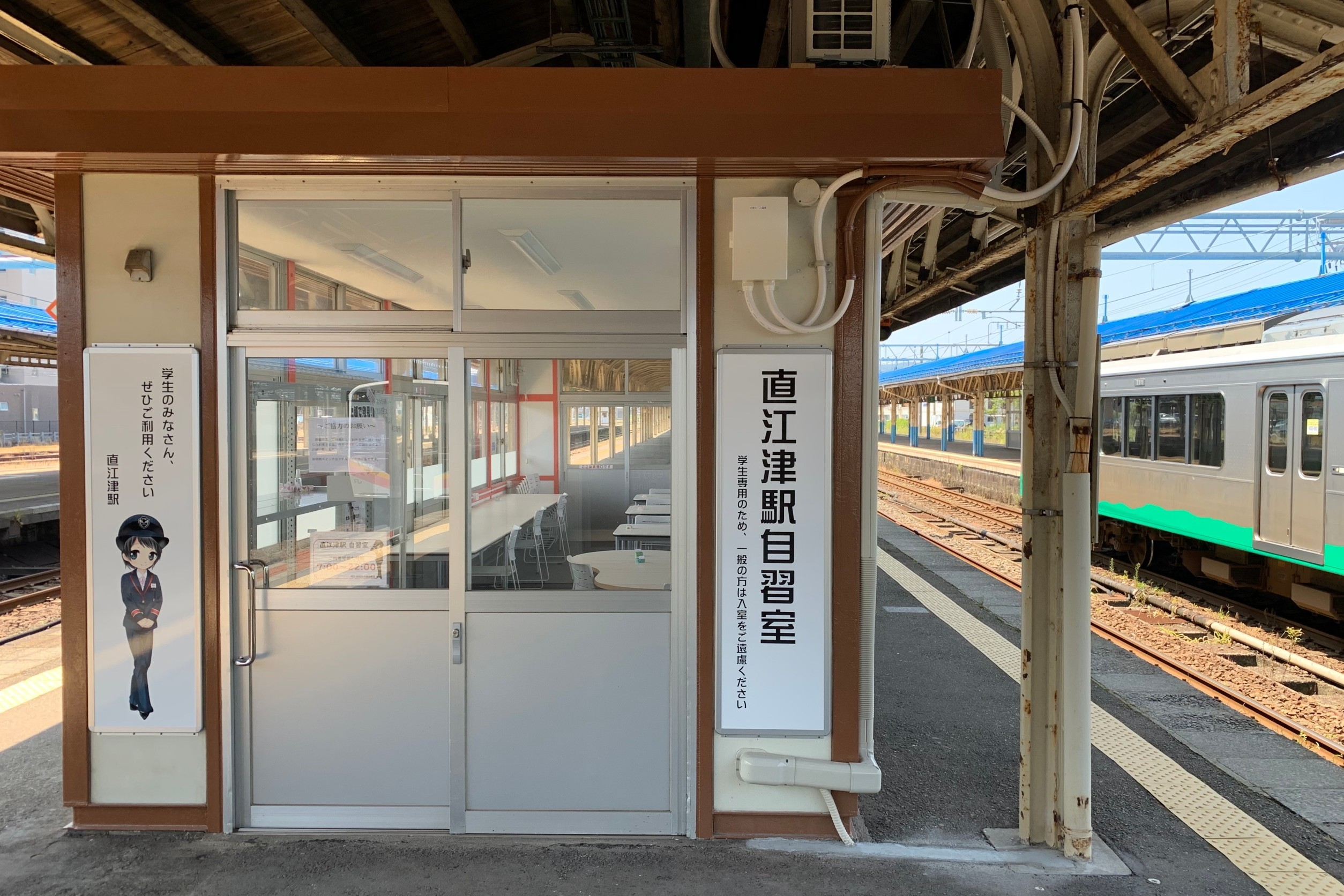
月台上供學生使用的自習室（2020年8月）

2020年4月，在3、4號月台上原來的一個候車室被改裝成為自修室，每天從早上7時至下午10時，讓學生可以在等車時能夠把握時間進行自習。自修室內設置了書檯、座椅及插座，據時任站長解釋，這構思是源於他見到不少來往直江津及高田的高校生在等車，心想是否可以為他們做一點事，讓他們可以在學習上有所得著，便向公司反映了意見，最終獲得落實，亦造就了在新井站也增設了相同的設施。

## 車站周邊

### 北側
車站周邊為直江津的中心地區，許多旅館、商店和住宅林立。
站前路、安國寺路（舊國道8號）的商店街則有雁木造（一種屋頂構造，主要用來防雪）的特殊景觀。
- 新潟縣道123號直江津停車場線
- 新潟縣道468號大潟上越線
- 新潟縣道488號三屋中央線
- Century Ikaya 旅館（ホテルセンチュリーイカヤ）
- Heimat 旅館（ホテルハイマート）
- 伊藤洋華堂直江津店
- 越後五智國分寺
- 御館公園
- 十念寺（濱善光寺）
- 直江津海水浴場
- 上越市立水族博物館
- 船見海濱公園
- 直江津港
  - 佐渡汽船客船總站－巴士約10分
- 直江津俘虜收容所遺跡
- 親鸞上人上陸地（居多之濱）
- 居多神社
- 安壽與廚子王供養碑（安寿と厨子王）
- 松尾芭蕉句碑 （語出：奥之細道）
- 上越市立直江津南小學
- 上越市立直江津中學
- 新潟縣立直江津高級中學
- 新潟縣立直江津中等教育學校
- 上越市立國府小學

### 南側
南側附近為新興住宅區。
- 新潟勞災醫院
- 國道8號（直江津繞道）

## 歷史
- 1886年8月15日：國鐵信越本線 關山－直江津間通車時設立。
- 1898年：移轉至現址。
- 1899年9月5日：北越鐵道直通列車至本站。
- 1907年8月1日：北越鐵道國有化。
- 1911年7月1日：北陸本線 名立－直江津間通車。
- 1930年4月1日：信越本線貨物支線 直江津－直江津港間通車。
- 1940年：改建站房為具有三角屋頂的山屋風格。
- 1945年12月9日：發生三名朝鮮僑民在車站持水管及圓鍬攻擊乘車旅客的事件。此事件催生出鐵道公安職員的制度。
- 1959年9月1日：廢止信越本線貨物支線 直江津－直江津港間業務。
- 1985年3月5日：廢除專用線隨車貨物的業務。

- 黑井站南仍保留三菱化學直江津事業所的專用線，提供輸送貨物的業務。

- 1987年3月31日：再次開辦貨物運送的業務。但是考慮到未來將準備修建新的設施，故尚未提供貨物列車的停靠。
- 1987年4月1日：國鐵分割民營化後成為JR東日本、JR西日本的分界站，亦是JR貨物轄下的車站。旅客業務由JR東日本辦理。
- 1997年3月22日：北越急行通車，部分列車開始直通至本站。
- 2000年4月7日：完成現在車站的站房，並啟用自由通路。
- 2005年12月1日：引入自動剪票閘門。
- 2006年4月1日：廢止臨時隨車貨物的業務。
- 2015年3月14日：JR西日本北陸本線直江津～市振、JR東日本信越本線直江津～妙高高原轉由越後心動鐵道營運，JR西日本退出直江津站。
- 2020年4月1日：將3、4號月台的候車室改裝為專供學生使用的自修室[5][6]。

## 利用人數
| 乗車人員推算 | 乗車人員推算 | 乗車人員推算 |
|              | 越後心動鐵道 | JR東日本     |
| 年度         | 1日平均人數  | 1日平均人數  |
| ------------ | ------------ | ------------ |
| 2013         | （未開業）   | 2,741        |
| 2014         | （未開業）   | 2,602        |
| 2015         | 1,778        | 2,337        |
| 2016         | 1,530        | 2,289        |
| 2017         | 1,514        | 2,203        |
| 2018         | 1,537        | 2,102        |

## 相鄰車站
越後心動鐵道
■妙高躍馬線
■觀光列車「雪月花」
（上午去程）妙高高原 → 直江津 → 直通至■日本海翡翠線
（下午回程）■日本海翡翠線  →  直江津－二本木
■特急「白雪」
高田 - 直江津－直通■信越本線柿崎（大部份班次）
春日山 - 直江津－直通■信越本線柿崎（1、6號）
■臨時觀光快速「Shu*Kura」
高田 - 直江津－直通■信越本線潟町
■普通
春日山 - 直江津
（上午兩班單向由■信越本線直通至本線）
■日本海翡翠線
■觀光急行
糸魚川 － 直江津
■觀光特急「雪月花」
筒石 - 直江津 - 直通■妙高躍馬線
■普通
谷濱－直江津
（早上一班單向列車會直通延長至■妙高躍馬線新井）
東日本旅客鐵道
■信越本線（除北北線直通列車外）
■特急「白雪」
■妙高躍馬線 - 直江津－ 柿崎
■臨時觀光快速「Shu*Kura」
■妙高躍馬線 - 直江津－潟町
■快速
直江津－ 犀潟（其中一班加停黑井）
■普通
直江津－黑井
（上午兩班單向由本線直通■妙高躍馬線）
北越急行
■北北線（至犀潟站為止為直通JR信越本線路段） 
■普通
犀潟－直江津（大部份班次）
黑井－直江津（每天3來回班次）

## 外部連結
- 越後心動鐵道 直江津站
- JR東日本－直江津站 （页面存档备份，存于）（日語）